# 2020 au Vatican
Chronologie du Vatican
- 2016
- 2017
- 2018
- 2019
- 2020
- 2021
- 2022
- 2023
- 2024

## Administration
- Pape : François
- Président du Gouvernorat : Giuseppe Bertello
- Camerlingue de la Sainte Église romaine : Kevin Farrell
- Cardinal secrétaire d'État : Pietro Parolin

## Chronologie
Le 11 juin 2019, le pape évoque la possibilité d'un voyage en Irak courant 2020, projet ensuite laissé en suspens du fait de la pandémie de Covid-19, et reporté du 5 au 8 mars 2021.

### Janvier 2020
- Le 25 janvier 2020, le président irakien Barham Salih est reçu au Vatican par François[3].

### Février 2020
- Le 12 février 2020, le pape François publie l'exhortation apostolique Querida Amazonia, texte faisant suite au synode des évêques sur l'Amazonie qui a eu lieu à l'automne 2019. Le texte de 88 pages est structuré en quatre « rêves » (social, culturel, écologique et ecclésial)[4].

### Mars 2020
- Le 2 mars 2020, le Vatican ouvre aux historiens les archives du pontificat de Pie XII, qui sont très attendues notamment sur la question de l'attitude du pape durant la seconde Guerre mondiale[5],[6].
- Le 5 mars 2020, le premier cas de Covid-19 est détecté au Vatican[7]. À partir du dimanche 8, le pape ne sort plus et transmet ses catéchèses et audiences par Internet afin d'éviter les rassemblements de fidèles ; le 10, la basilique Saint-Pierre, les musées et la place Saint-Pierre sont fermés au public[8]. À partir du 31 du même mois, le drapeau est mis en berne en solidarité avec les nombreuses victimes de la maladie[9].

### Avril 2020
- Le 20 avril, en raison de la pandémie de Covid-19, le pape François annonce le report d'un an de la journée mondiale des familles, prévue en 2021 à Rome et reportée à 2022, ainsi que des Journées mondiales de la jeunesse, prévues initialement en 2022 à Lisbonne et reportées en 2023 ; il annonce également à cette occasion le report, sans date fixée, de son voyage à Malte prévu le 31 mai 2020[10].

### Mai 2020
- Le pape François annonce le 3 mars que la semaine du 16 au 24 mai sera consacrée à l'écologie, cinq ans après la publication de Laudato si'[11].
- Le 27 mai 2020, la Congrégation pour la Cause des Saints annonce que le pape l'a autorisée à un publier un décret reconnaissant la validité d'un miracle attribué à Charles de Foucauld, et ouvrant ainsi la voie à la canonisation de ce dernier[12].
- Le 31 mai 2020, pour la Pentecôte, le pape François avait prévu de se rendre à Malte et à Gozo[13], déplacement finalement repoussé à cause de la pandémie de Covid-19[10].

### Juillet 2020
- Le 3 juillet 2020, l'Autorité d'information financière créée en 2010 par Benoît XVI rend son rapport annuel qui montre une amélioration de la transparence financière du Vatican et une coopération accrue tant entre les différents organismes du Saint-Siège qu'avec les partenaires internationaux, et en particulier l'Egmont Group of Financial Intelligence Units. Le président Carmelo Barbagallo (it) souligne les progrès effectués par l'IOR dans le signalement des manœuvres suspectes, en particulier dans la lutte contre la mafia et la fraude fiscale[14].

### Septembre 2020
- Le 5 septembre 2020, Enzo Fortunato, directeur de la salle de presse du Vatican, et Domenico Sorrentino (en), évêque d'Assise, annoncent que le pape François se rendra le 3 octobre suivant, veille de la fête liturgique de François d'Assise, au Sacro Convento d'Assise. Cette sortie du Vatican est la première du pape depuis février de la même année, en raison de la pandémie de Covid 19. Durant la visite du pape, celui-ci signera sa troisième encyclique, Fratelli tutti, qui porte sur la fraternité humaine[15],[16].

### Octobre 2020
- Le 3 octobre 2020, le pape quitte Rome pour Assise, où il célèbre une messe devant le tombeau de François d'Assise avant de signer l'encyclique Fratelli tutti[17],[18],[19].

### Novembre 2020
- Le 23 novembre 2020 est présenté à la presse un livre d'entretiens du pape François avec le journaliste anglais Austen Ivereigh. Ce livre s'intitule Un temps pour changer — le titre italien originel est « Ritorniamo a sognare », c'est-à-dire « Revenons au rêve » — et évoque en particulier la crise sanitaire de l'année 2020, relue par le pape en relation avec sa propre histoire et les trois confinements que lui-même a vécus lors de sa vie[20],[21].

### Décembre 2020
- Le 7 décembre 2020, le pape annonce que son voyage en Irak, initialement prévu en mars 2020, est à nouveau prévu du 5 au 8 mars 2021[2].